# Province du Khorassan septentrional
Le Khorassan septentrional ou Khorassan-e Chomali (en persan : خراسان شمالی / Xorâsân-e Šomâli ; en kurde : Xorosan) est une des 31 provinces d’Iran située dans le nord-est du pays. Bodjnourd en est la capitale. 

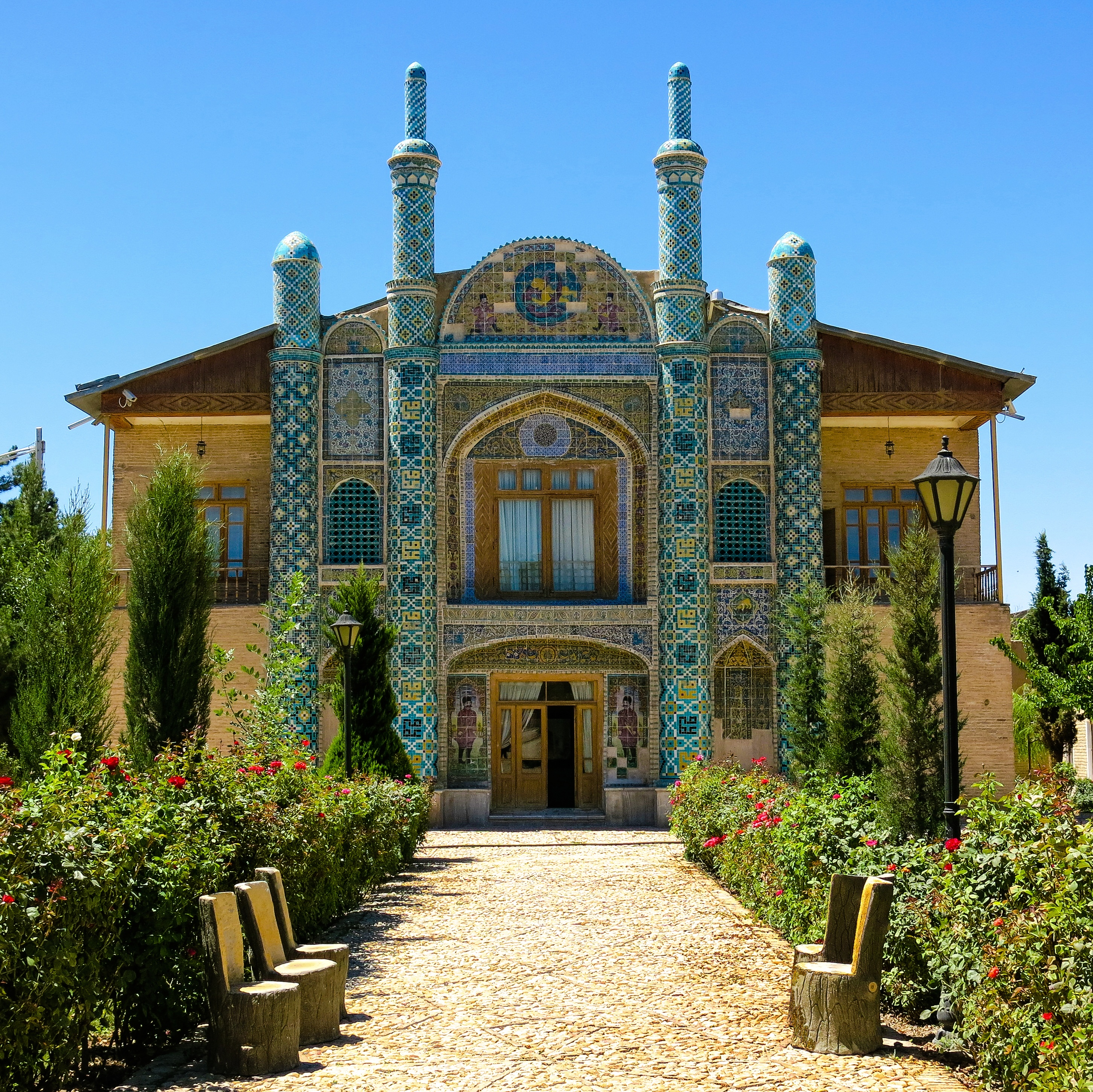
Manoir historique et maison miroir de Sardar Mofkham Bojn

Les autres départements sont Chirvan, Djadjarm, Maneh-et-Samalghan, et Esfarayen.
Le Khorassan septentrional est une des trois provinces qui ont été créées après la division du Khorassan en 2004.

## Histoire
Le Khorassan a vécu l’ascension et la chute de nombreuses dynasties et gouvernements sur son territoire au cours de l’histoire. De nombreuses tribus arabes, turques, mongoles, turkmènes et afghanes ont amené des changements dans la région chacune en leur temps.
Les anciens géographes d’Iran ("Iran-Shahr") divisèrent le pays en 8 segments, parmi lesquels le plus florissant et le plus grand était le territoire du Khorassan. Esfarayen, parmi d’autres villes du pays, était un des points de résidence centraux pour les tribus aryennes après qu’elle est entrée en Iran.
Le fameux Empire parthe était basé à Merv, Khorassan pendant de nombreuses années. Aux temps des Parthes arsacides, Esfarayen était un des villages les plus importants du Neyshapour.
Durant la dynastie sassanide, la province était gouvernée par un Espahbod (Lieutenant-général) appelé "Padgoosban" et par 4 margraves, chacun commandant une des 4 parties de la province.
Le Khorassan était divisé en 4 parties lors de la conquête musulmane de la Perse et chaque partie était nommée d’après les 4 grandes cités, Neyshabour, Merv, Hérat, et Balkh.
En l’an 651, l’armée des Arabes musulmans envahit le Khorassan. Le territoire est resté dans les mains du clan abbasside jusqu’en 820, suivi par le règne du clan iranien Taheride jusqu’en 896 puis de la dynastie samanide jusqu’en 900. 
Sultan Mohmud Qaznavi (Mahmûd de Ghaznî) a conquis le Khorassan en 994 et en l’an 1037 Toghrul-Beg, le premier des Seldjoukides a conquis Neyshabour.  
Mahmud Qaznavi a résisté contre les envahisseurs plusieurs fois, et finalement, les Turcs Ghaznavides ont été battus par Sultan Sanjar. Mais l’histoire des conquêtes n’était pas finie, puisqu’en 1157, le Khorassan a été conquis par les Khwarazmides et  à cause d’attaques menées simultanément par les mongols, le Khorassan a été annexé aux territoires de l’Ilkhanat Mongol.
Au XIVe siècle, le mouvement Sardebaran a déclaré l’indépendance du Khorassan à Sabzevar et, vers 1360, le Khorassan est tombé entre les mains de  Amir Teimoor Goorkani (Tamerlan). La ville de Hérat est devenu la capitale de son fils Chahrokh (r. 1407-1447) puis de son descendant Husayn Bayqara (r. 1469-1506), le mécène du grand peintre miniaturiste Behzad. 
En 1507, le Khorassan a été occupé par des tribus ouzbèkes. Après la mort de Nader Chah Afchar en 1747, le Khorassan a été occupé par les Afghans. 
Durant la période qadjare, la Grande-Bretagne a soutenu les Afghans afin de protéger la Compagnie des Indes orientales. Hérat a donc été séparée de la Perse et Nassereddine Chah a été incapable de battre les Britanniques afin de reprendre Hérat. Finalement, le traité de Paris a été conclu en 1903, et l’Iran s’est vu interdire de faire valoir ses droits vis-à-vis des Britanniques sur Hérat et les autres territoires de ce qui est aujourd’hui l’Afghanistan.
Finalement, le Khorassan a été divisé en deux parties : la partie orientale, qui était la région la plus densément peuplée et qui est tombée sous protection britannique, et la partie occidentale, qui est restée sous occupation de l’Iran.
Le Khorassan était la plus grande province d’Iran jusqu’à ce qu’elle soit divisée en trois provinces le 29 septembre 2004. Les provinces créées avec l’approbation du parlement d’Iran  (le 18 mai 2004) et par le Conseil des Gardiens  (le 29 mai 2004 étaient le Khorassan-e Razavi, le Khorassan septentrional et le Khorassan méridional.

## Khorassan septentrional aujourd’hui

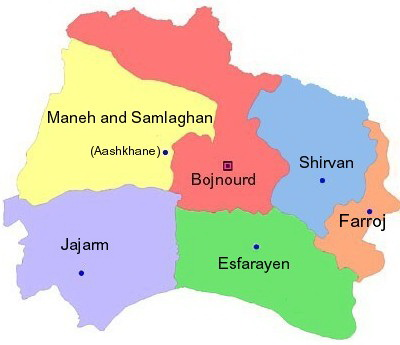
Carte des préfectures du Khorassan septentrional.

C'est une des provinces les plus multi-ethniques d'Iran car 46,1 % des habitants sont de langue kurde, 27,8 % de langue perse, 20,6 de langue turque et 3,3 % de langue turkmène. Il y a aussi une importante communauté afghane dans la province, due à des afflux massifs de réfugiés d’Afghanistan ces dernières années.

### Attractions
La province contient de nombreuses attractions historiques et naturelles, comme des sources d’eau minérale, de petits lacs, des aires récréatives, des grottes et des régions protégées et plusieurs endroits favorables à la randonnée.
L’Organisation de l’héritage culturel de l’Iran liste 1179 sites d’importance historique et culturelle dans les trois provinces du Khorassan.
Les attractions les plus populaires du Khorassan du nord sont :
- Zone protégée de Sari Gol,
- les vieux châteaux de Hasanabad, Ghaisar et Solak,
- grottes de Noshirvan et Ebadatgah,
- château de Faghatdezh,
- Tombe de Sheikh Ali Esfarayeni
- Zone protégée de Saloog,
- Sources de Besh Ghardash (cinq frères) et Baba-Aman,
- Grottes de Bidag, Konegarm, Konjekooh et Seyed Sadegh,
- Maison des miroirs de Mofakham
- Mausolée de Baba Tavakol,
- Imamzadeh Sultan Seyed Abbas

### Universités
- Université islamique libre de Shiravan
- Université islamique libre de Bojnurd